# پنی سیاه
پنی سیاه (انگلیسی: Penny Black) شناخته شده به عنوان اولین تمبر پستی دنیا می‌باشد که در سیستم پست عمومی مورد استفاده قرار گرفت. پنی سیاه اولین مرتبه در بریتانیا و به تاریخ یکم می ۱۸۴۰ چاپ و در ششم می همان سال صادر شد. این تمبر منقش به نقش ملکه ویکتوریا بود و به دلیل اینکه اولین چاپ از سری آن دارای رنگ پیش‌زمینهٔ سیاه بود به پنی سیاه مشهور گشت.
در سال ۱۸۳۷، نرخ مرسولات پستی برای مرسولات ساده در بریتانیای کبیر بسیار هنگفت، پیچیده و غیرعادی بود، سر رولند هیل در جهت دور زدن همهٔ این مشکلات و ساده‌تر کردن فرایند کار، تمبر چسباندنی را به عنوان پیش پرداخت هزینهٔ پستی ارائه کرد. در آن زمان بسیار طبیعی بود که برای دریافت‌کننده نامه، در هنگام تحویل مرسوله هزینه‌اش نیز دریافت شود که این هزینه مربوط به کاغذ و ورق بسته‌بندی و همچنین مسافت طی شده بود این سازوکار اداری هزینهٔ جانبی و دوگانه‌ای بر دوش ارسال کننده و همین‌طور بر دوش دریافت کنندهٔ نامه می‌گذاشت.
در مقابل با استفاده از پنی سیاه این اجازه داده می‌شد که مبلغ با توجه به حجم نامه (حدود ۱۴ گرم) تا نیم اونس کاهش پیدا کند و بدون در نظر گرفتن بُعد مسافت و موارد غیره به نرخ ثابتی شامل تنها یک پنی تحویل داده شود. سیستم تحویل پستی تا قبل از استفاده از پنی سیاه به عنوان تمبر چسباندنی وجود داشته اما این ایدهٔ جدید در همان زمان حداقل در امپراتوری اتریش، سوئد و احتمالاً یونان پیشنهاد شد.

## نگارخانه

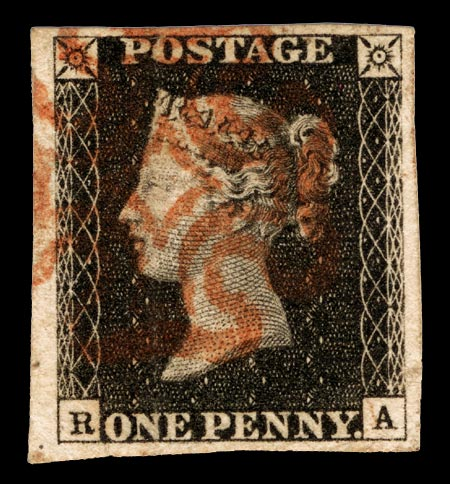
پنی سیاه باطل شده
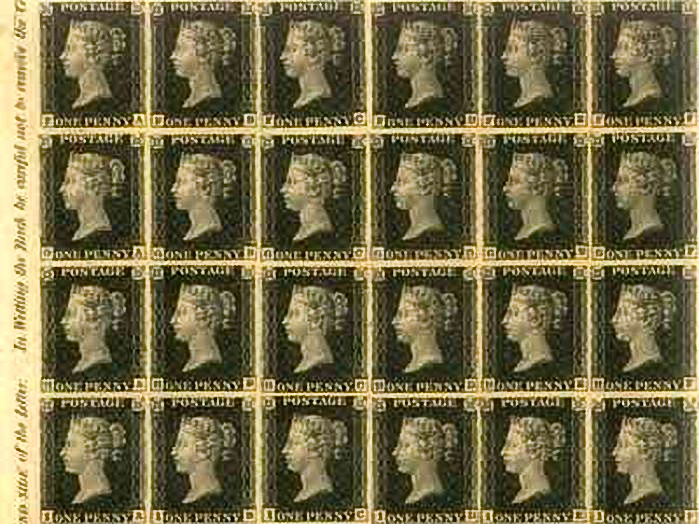
ورق چاپی پنی سیاه
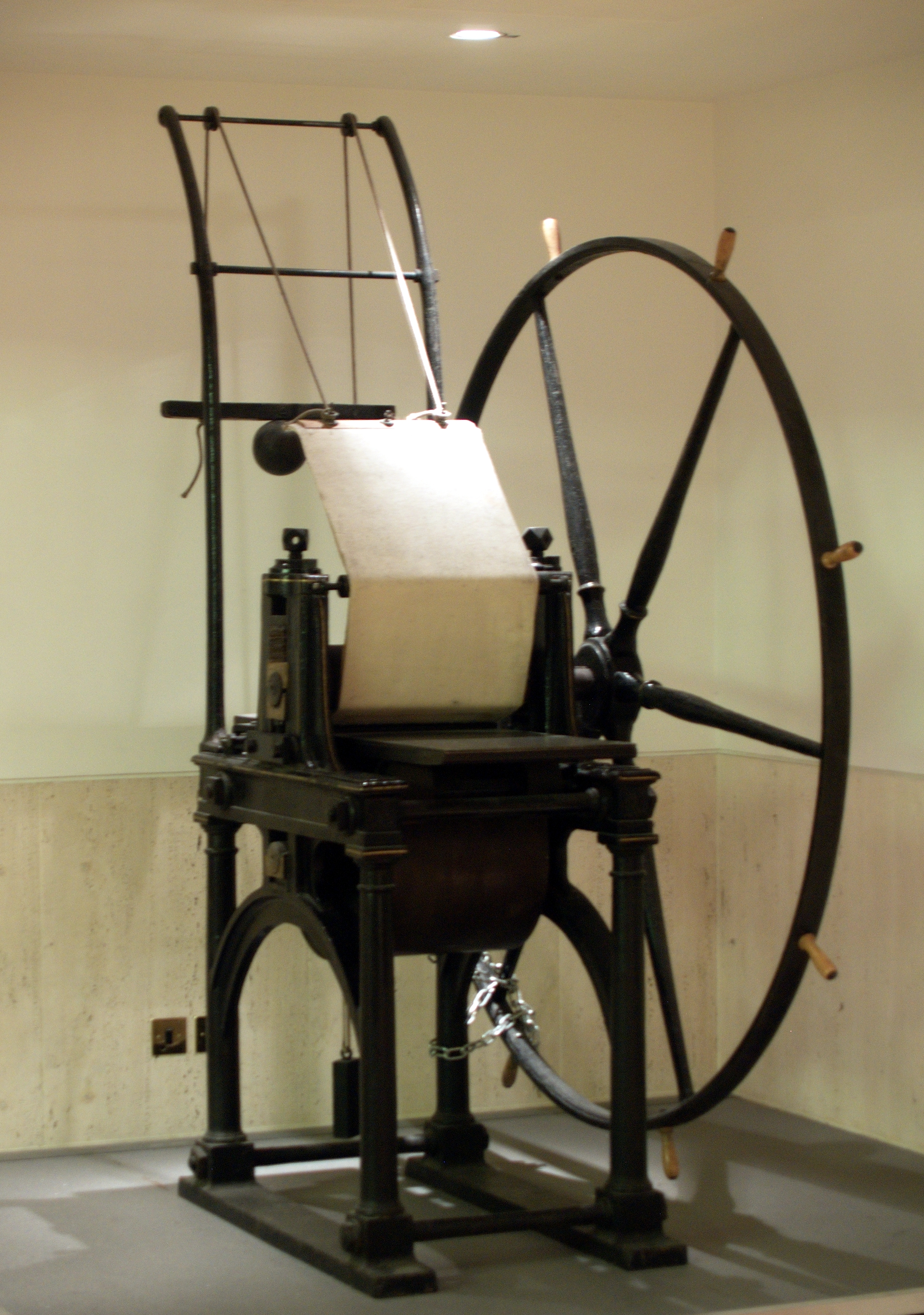
دستگاه سیلندر چاپ فشاری مشهور به جاکوب پرکینز در کتابخانهٔ مجموعهٔ تمبرشناسی بریتانیا
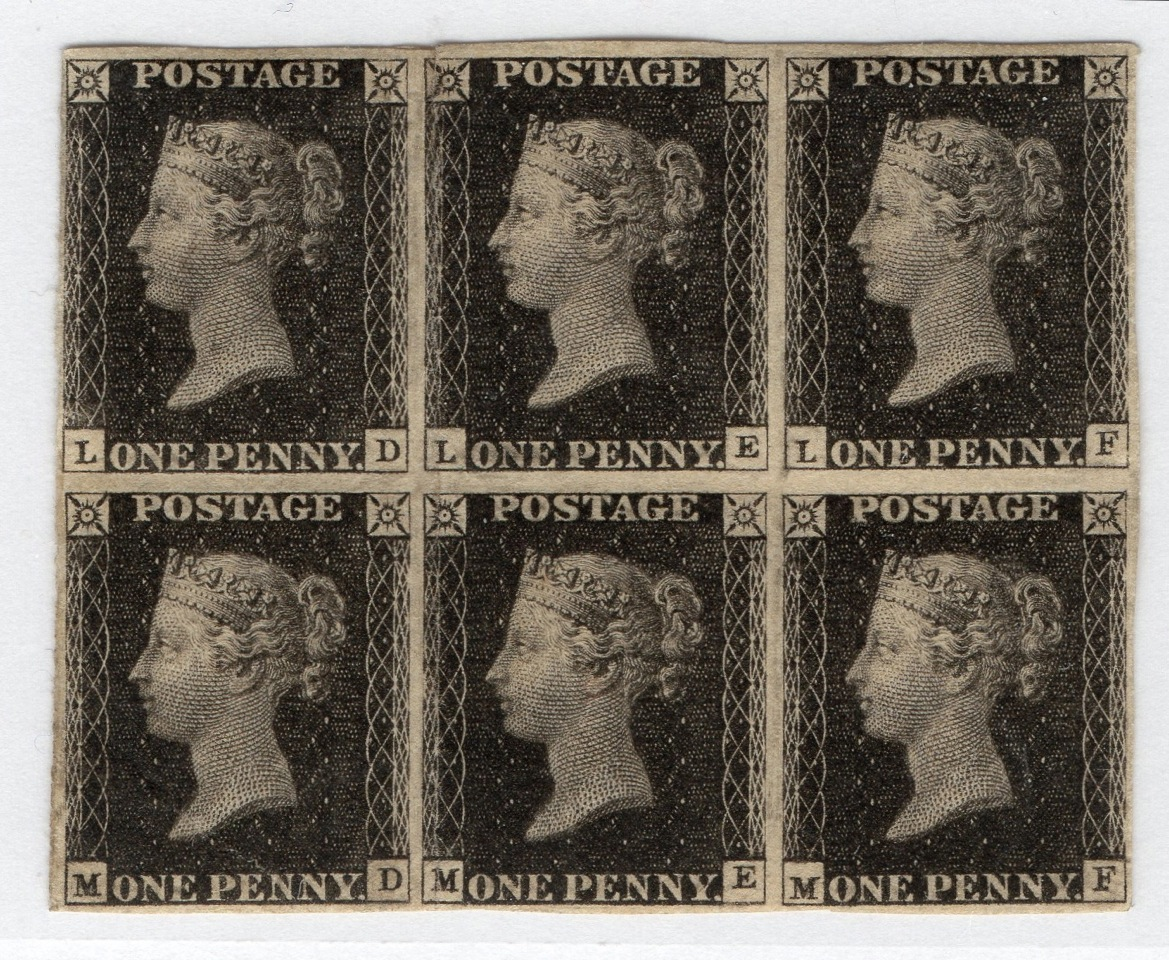
نمونه‌ای از بلوک شش‌تایی تمبر پنی سیاه